# Iain MacLean
Iain MacLean (Greenock, 5 febbraio 1965) è un ex cestista e allenatore di pallacanestro britannico.

## Carriera
Ha giocato in NCAA Division I con la Northern Arizona University e ha giocato professionalmente con MIM Livingston e i Edinburgh Rocks nella British Basketball League.
Ha giocato sia per la Scozia che per la Gran Bretagna.
In suo onore i Glasgow Rocks (l'attuale denominazione degli Edinburgh Rocks) hanno ritirato il numero 13 di maglia.
Ha allenato i Edinburgh Rocks durante la stagione 2000-01 dopo il licenziamento Greg Lockridge.
È stato capo allenatore squadra nazionale maschile della Scozia e dei Glasgow Storm.

## Palmarès

### Giocatore
- Campionato britannico: 1

Livingston: 1987-88
- Campionato scozzese: 7

Livingston Bulls: 1991-92, 1992-93, 1993-94, 1994-95, 1995-96, 1996-97
Midlothian Bulls: 1997-98

### Allenatore
- Coppa di Scozia: 1

St. Mirren: 2001-02